# Jarlabankesteine

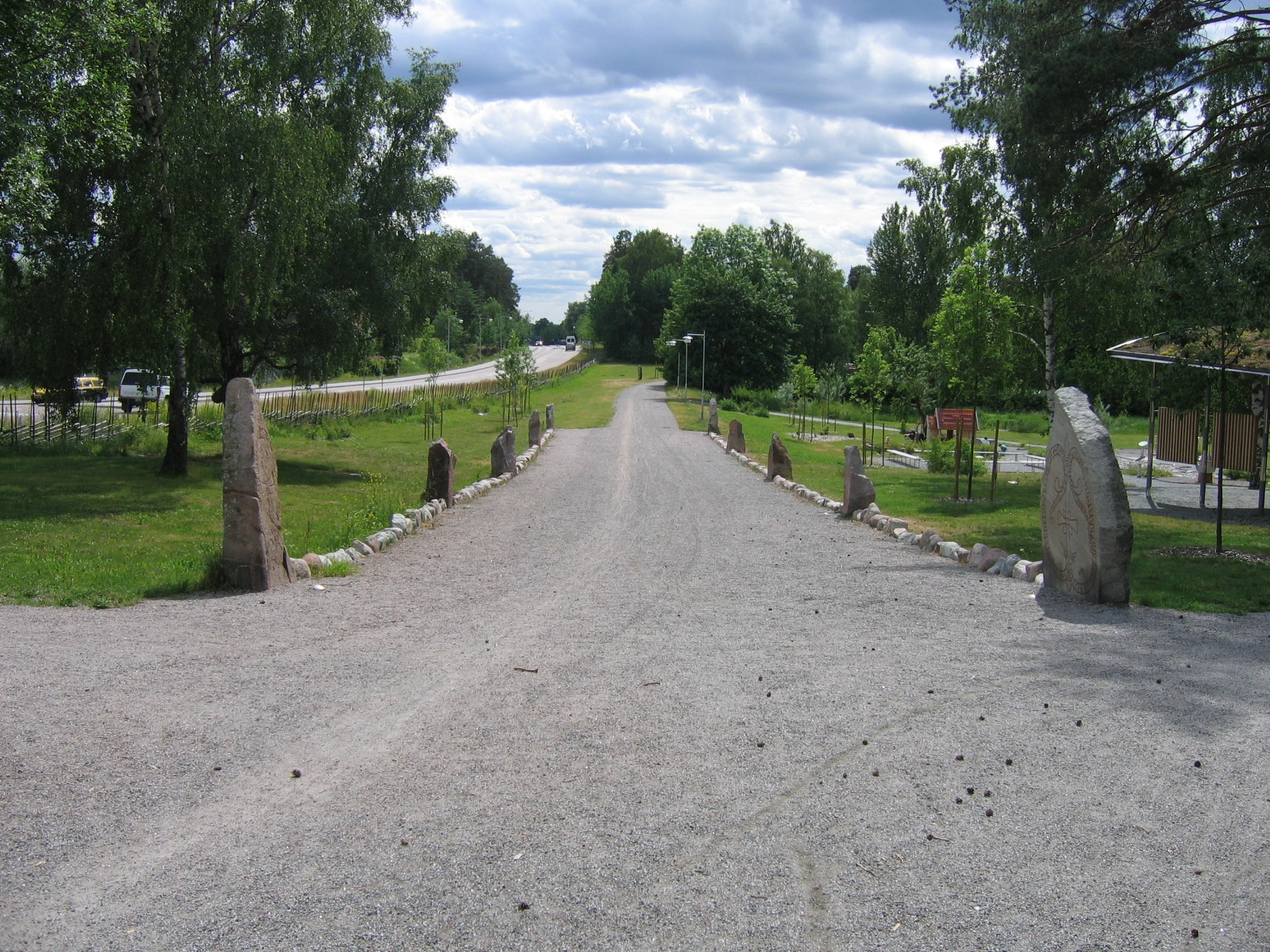
Runensteine von Jarlabankes Bro

Die Jarlabankesteine (schwedisch Jarlabankestenarna) sind Runensteine, die der schwedische Großgrundbesitzer Jarlabanke in der Gegend um Täby in Uppland (nördlich von Stockholm) im 11. Jahrhundert für seine Verwandten und sich errichten ließ. Die Sitte, sich mit einem Runenstein ein Denkmal zu setzen, war in Schweden zum Ende der Wikingerzeit, genauer von 1070 bis 1100, verbreitet; in Dänemark hingegen ist der einzige „Selbsterrichterstein“ der Runenstein von Tillitse. Weitere Steine, die zu der Gruppe der Jarlabankesteine gerechnet werden, stammen von seinen Verwandten.
Die für Jarlabanke errichteten Steine beginnen mit der Formel:
× iarlabaki × lit × raisa × stain[a] × þisa × at sik × („Jarlabanke ließ diese[n] Stein[e] zum Gedenken an sich setzen“). Jarlabankes Steine zeigen ein gespiegeltes Schlangenband mit und ohne Irischem Koppel und zentralem Kreuz. 

## Runensteine vonJarlabankes bro
Zwei der Steine (U 164 und U 165) stehen noch in situ am Ende der Jarlabankes Bro (schwedisch für „Jarlabankes Brücke“), einem mit Runensteinen geschmücktem Weg über ein Feuchtgebiet bei Täby, den er selbst errichtet zu haben angibt. Dazu gehören die Runensteine U 127, U 149, U 164, U 165, U 212 und U 261.

## Weitere Jarlabankesteine
Steine, die Jarlabanke für seine Verwandten (Estrid, Östen, Häming und weitere) und für sich selbst (U 142 bei Fällbro) setzen ließen, sind: U 101, U 135, U 136, U 142, U 143, U 147, U 148, U 150 und U 310.
Es gibt Fragmente, wie den Stein U 140 (Täby 42:3), der zu den Griechenland-Runensteinen gehört.